# Солоне (Покровський район)
Соло́не — село (до 2011 року — селище) Покровської міської громади Покровського району Донецької області, в Україні. У селі мешкає 155 людей.

## Загальні відомості
Відстань до райцентру становить близько 7 км і проходить автошляхом місцевого значення. Солоне розташоване на правому березі річки Солоної.

## Населення
За даними перепису 2001 року населення села становило 155 осіб, із них 89,68 % зазначили рідною мову українську та 10,32 % — російську.